# Takao Ryu
Takao Ryu (sinh ngày 9 tháng 11 năm 1996) là một cầu thủ bóng đá người Nhật Bản.

## Sự nghiệp câu lạc bộ
Takao Ryu hiện đang chơi cho Gamba Osaka.